# Deutsche Feldhandball-Meisterschaft 1942/43
Die Deutsche Feldhandball-Meisterschaft 1942/43 war die 23. deutsche Feldhandball-Meisterschaft der Männer. Mit Saisonbeginn wurde wieder die Bezeichnung Sportgau analog zur regionalen Gliederung der NSDAP eingeführt. Kriegsbedingt wurde die Aufteilung einzelner Gaue weiter fortgeführt, so gab es in dieser Spielzeit 28 Gauligen, deren Sieger sich für die deutsche Meisterschaft qualifizierten. Diese wurde komplett im K.-o.-System ausgespielt. Am Ende sicherte sich die SG OrPo Hamburg durch einen 12:6-Erfolg im Finale gegen den WTSV Schweinfurt ihren zweiten Meistertitel (1941 als SV Polizei Hamburg).

## Teilnehmer an der Endrunde
Der Gaumeister Niederrheins (TuRa Barmen) stand zu Beginn der Endrunde noch nicht fest, daher nahm kein Vertreter aus diesem Gau an der diesjährigen Endrunde teil. Aus unbekannten Gründen nahmen mehr als ein Vertreter aus den Gauen Nordbayern, Südbayern und Weser-Ems an der Endrunde teil.
| Verein                        | Qualifiziert als                               |
| ----------------------------- | ---------------------------------------------- |
| SV Waldhof Mannheim           | Meister der Gauliga Baden                      |
| Berliner HLC                  | Meister der Gauliga Berlin-Brandenburg         |
| LSV Rahmel                    | Meister der Gauliga Danzig-Westpreußen         |
| LSV Straßburg                 | Meister der Gauliga Elsaß                      |
| LSV Adler Deblin              | Meister der Gauliga Generalgouvernement        |
| SG OrPo Hamburg               | Meister der Gauliga Hamburg                    |
| TG Dietzenbach a              | Vertreter der Gauliga Hessen-Nassau            |
| LSV Köln                      | Meister der Gauliga Köln-Aachen                |
| LSV Rothwesten                | Meister der Gauliga Kurhessen                  |
| WKG Heinkel Rostock           | Meister der Gauliga Mecklenburg                |
| Dessauer SV 98                | Meister der Gauliga Mitte                      |
| TSV 1883 Nürnberg             | Meister der Gauliga Mittelfranken              |
| TuS 1880 Esch                 | Meister der Gauliga Moselland                  |
| TV Milbertshofen              | Meister der Gauliga München-Oberbayern         |
| LSV Pocking                   | Meister der Gauliga Niederbayern               |
| LSV Reinecke Brieg            | Meister der Gauliga Niederschlesien            |
| SG OrPo Kattowitz             | Meister der Gauliga Oberschlesien              |
| Marineschule Wesermünde       | Meister der Gauliga Osthannover                |
| SG OrPo Wien                  | Meister der Gauliga Ostmark                    |
| SV Prussia-Samland Königsberg | Meister der Gauliga Ostpreußen                 |
| SG Lauenburg                  | Meister der Gauliga Pommern                    |
| SS-Sportgemeinschaft Dresden  | Meister der Gauliga Sachsen                    |
| Kieler MTV                    | Meister der Gauliga Schleswig-Holstein         |
| BC Augsburg                   | Meister der Gauliga Schwaben                   |
| SS-SG Prag                    | Meister der Gauliga Sudetenland                |
| SV Arminia Hannover b         | Vertreter der Gauliga Südhannover-Braunschweig |
| WTSV Schweinfurt              | Meister der Gauliga Unterfranken               |
| SG OrPo Litzmannstadt         | Meister der Gauliga Wartheland                 |
| TuRa Gröpelingen              | Meister der Gauliga Weser-Ems                  |
| PSV Recklinghausen            | Meister der Gauliga Westfalen                  |
| BfL Landau                    | Meister der Gauliga Westmark                   |
| TSV Esslingen                 | Meister der Gauliga Württemberg                |

## Ausscheidungsrunde
| Datum        |                    | Ergebnis    |                               |
| ------------ | ------------------ | ----------- | ----------------------------- |
| 9. Mai 1943  | PSV Recklinghausen | 14:13       | LSV Köln                      |
| 9. Mai 1943  | BfL Lindenau       | 5:8         | LSV Straßburg                 |
| 9. Mai 1943  | TuS 1880 Esch      | 5:17        | SV Waldhof Mannheim           |
| 9. Mai 1943  | SG OrPo Hamburg    | 16:8        | SV Arminia Hannover           |
| 9. Mai 1943  | SG OrPo Kattowitz  | 9:8 n. V.   | LSV Adler Deblin              |
| 9. Mai 1943  | TuRa Gröpelingen   | 16:12 n. V. | Marineschule Wesermünde       |
| 9. Mai 1943  | MTV 1844 Kiel      | 10:5        | WKG Heinkel Rostock           |
| 9. Mai 1943  | SG Lauenburg       | 6:14        | Berliner HLC                  |
| 9. Mai 1943  | LSV Reinecke Brieg | 10:8 n. V.  | SG OrPo Litzmannstadt         |
| 9. Mai 1943  | LSV Pocking        | 7:8         | SG OrPo Wien                  |
| 9. Mai 1943  | SS-SG Prag         | 6:11        | SS-SG Dresden                 |
| 9. Mai 1943  | TSV Esslingen      | 12:8        | BC Augsburg                   |
| 9. Mai 1943  | TSV 1883 Nürnberg  | 7:13        | TV Milbertshofen              |
| 9. Mai 1943  | WTSV Schweinfurt   | 17:6        | TG Dietzenbach                |
| 9. Mai 1943  | LSV Rothwesten     | 6:13        | Dessauer SV 98                |
| 16. Mai 1943 | LSV Rahmel         | 13:11       | SV Prussia-Samland Königsberg |

## Vorrunde
| Datum        |                    | Ergebnis  |                     |
| ------------ | ------------------ | --------- | ------------------- |
| 23. Mai 1943 | SG OrPo Hamburg    | 17:7      | MTV 1844 Kiel       |
| 23. Mai 1943 | PSV Recklinghausen | 11:7      | TuRa Gröpelingen    |
| 23. Mai 1943 | LSV Straßburg      | 6:12      | SV Waldhof Mannheim |
| 23. Mai 1943 | TSV Esslingen      | 5:10      | WTSV Schweinfurt    |
| 23. Mai 1943 | TV Milbertshofen   | 12:10     | SG OrPo Wien        |
| 23. Mai 1943 | SG OrPo Kattowitz  | 8:9 n. V. | LSV Reinecke Brieg  |
| 23. Mai 1943 | Dessauer SV 98     | 6:11      | SS-SG Dresden       |
| 23. Mai 1943 | Berliner HLC       | 12:10     | LSV Rahmel          |

## Zwischenrunde
| Datum        |                     | Ergebnis   |                    |
| ------------ | ------------------- | ---------- | ------------------ |
| 6. Juni 1943 | SS-SG Dresden       | 9:11 n. V. | SG OrPo Hamburg    |
| 6. Juni 1943 | SV Waldhof Mannheim | 6:3        | PSV Recklinghausen |
| 6. Juni 1943 | LSV Reinecke Brieg  | 6:9        | Berliner HLC       |
| 6. Juni 1943 | WTSV Schweinfurt    | 10:9       | TV Milbertshofen   |

## Halbfinale
| Datum         |                  | Ergebnis |                     |
| ------------- | ---------------- | -------- | ------------------- |
| 20. Juni 1943 | Berliner HLC     | 8:18     | SG OrPo Hamburg     |
| 20. Juni 1943 | WTSV Schweinfurt | 15:5     | SV Waldhof Mannheim |

## Finale
| SG OrPo Hamburg      | SG OrPo Hamburg | WTSV Schweinfurt | WTSV Schweinfurt     |
| Flagge nicht bekannt | 4. Juli 1943 in Dresden (Stadion am Ostragehege) Ergebnis: 12:6 (8:5) Zuschauer: 15.000 Schiedsrichter: Schach (Breslau)                        | 4. Juli 1943 in Dresden (Stadion am Ostragehege) Ergebnis: 12:6 (8:5) Zuschauer: 15.000 Schiedsrichter: Schach (Breslau) | Flagge nicht bekannt |
| Flagge nicht bekannt | Carl Boysen – Droste, Gohlke, Heinrich, König, Kosa, Kühn, Möller, Rheding, Schön, Sössna, Hans Theilig, Werner Vick                            | Ulius – Vogt, Wolferts, Seiler, Andree, Kuschkowitz, Brückner, Volkmer, Wolff, Knopf, Wünsche                            | Flagge nicht bekannt |
| Flagge nicht bekannt | 1:0 Theilig 2:0 Theilig 3:0 Theilig 4:2 Theilig 5:2 Theilig 6:2 Schön 7:3 Theilig 8:3 Theilig 9:5 Theilig 10:5 Theilig 11:5 Gahlke 12:5 Theilig | 3:1 Wolff 3:2 Wolff 6:3 Wolff 8:4 Knopf 8:5 Wolff 12:6 Wolff                                                             | Flagge nicht bekannt |